# Zvi Lurie
Zvi Lurie , צבי לוריא , est un homme politique israélien.

## Biographie
Il est né à Lódz. Il s'installe en Palestine mandataire en 1924. Il fonde le kibboutz Ein Shemer et devient membre de l'organisation Hashomer Hatzair.
Il sert à l'Agence juive et devient le secrétaire de 1935 à 1937. 
En 1948, il est parmi les signataires de la Déclaration d'indépendance de l'État d'Israël.
Il participe à la création de Kol Israel. 